# Zantedeschia rehmannii
Кала рожева (Zantedeschia rehmannii) — вид рослини родини кліщинцевих.

## Будова
Привіток покривало білого, рожевого чи фіолетово-червоного кольору з жовтим суцвіттям початком. Квітки ростуть на високій квітконіжці 40 см. Листки вкриті білими чи напівпрозорими плямами.

## Поширення та середовище існування
Походить з Південної Африки.

## Практичне використання
Популярна квітка, що вирощується як декоративна.

## Галерея

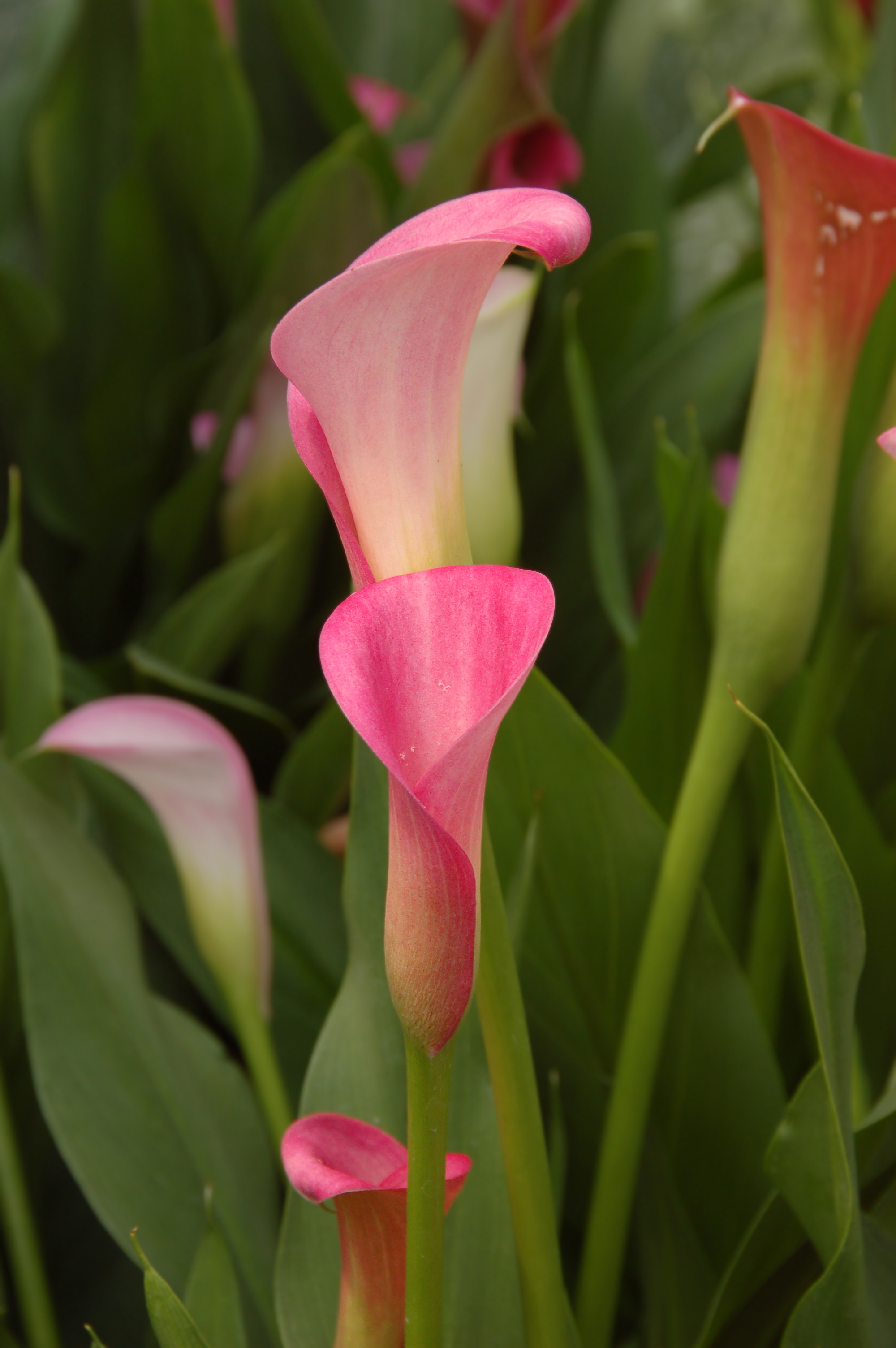
Квіти
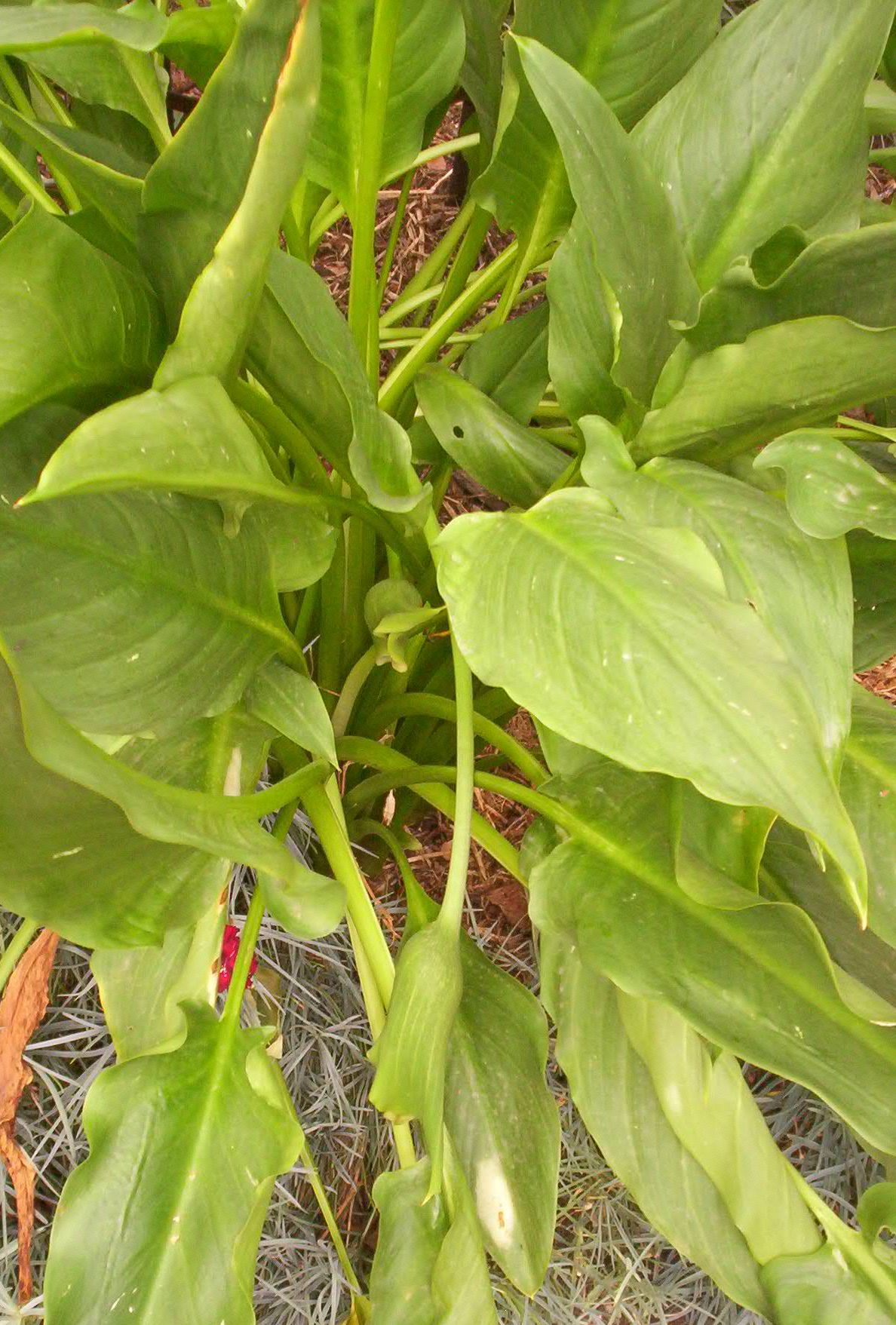
Листя